# Estanislau Vilajosana i Guilà
Estanislau Vilajosana i Guilà (Manresa, 1913 - 1991) fou un pintor paisatgista català.
Als 12 anys ingressà a l'Escola d'Arts i Oficis de Manresa. Deixeble d'Evarist Basiana. Més endavant estudià perspectiva, composició i color amb els pintors Francesc Labarta i Ramon Calsina i tècnica ceràmica amb Llorenç Artigas a l'Escola Massana.
L'any 1942 assistí a classes de dibuix al natural al Foment de les Arts Decoratives i al Cercle Artístic Barcelonès.
Si bé el paisatge configura la major part de la seva producció artística, també conreà amb èxit la natura morta, les flors, la figura...
Fou un dels fundadors del Cercle Artístic de Manresa (1935), del Gremi de Sant Lluc (1941) i de la Llibreria Símbol (1966).
Formà part junt amb Joan Vilanova i Joan Vilaró, de la comissió encarregada d'erigir un monument als iniciadors de la Séquia, que comportà la instal·lació de la "Ben Plantada" a la Plaça Bonavista de Manresa.
Amb A. Pujol pintaren conjuntament el mural sobre la batalla del Bruc que es troba a l'escala principal de l'Ajuntament de Manresa.
Va fundar i dirigir l'Acadèmia Vilajosana, al carrer de Casanova, de dibuix, pintura i ceràmica des de 1965. Experimentador de diversos corrents pictòrics. Fou col·laborador en la promoció d'iniciatives culturals. Va celebrar més de vint-i-cinc exposicions individuals entre Barcelona, Mallorca, Sabadell, Manresa i altres. També participà en moltes exposicions col·lectives.
Participà en el primer Saló d'Independents de l'any 1936 a Barcelona i al Saló de Tardor (organitzat per la Generalitat de Catalunya) l'any 1938.
Té obres seves a Alemanya, Anglaterra, Estats Units, Argentina, Veneçuela, Brasil, Itàlia...